# Vila Tiché údolí 10 s parkem (Roztoky)
Vila Tiché údolí 10 (též Türkův zámeček) je novorenesanční vila v Tichém údolí v Roztokách.

## Historie
V roce 1749 na místě zpustlého Válkova gruntu postavil mlynář Matěj Moránský takzvaný Nový mlýn. Objekt fungoval jako mlýn až do roku 1878, kdy na něj byla vypsána dražba. V ní stavbu i s pozemkem koupil obchodník s rukodělným zbožím a kartouny Markus Türk a mlýn přestavěl na velkoryse řešený novorenesanční letohrádek. Markus Türk na místě provozoval mimo jiné veřejné lázně, ty ale se změnou majitele na konci 19. století zanikly. Dvě válcovité věžičky byly ne střeše vily dostavěny na počátku 20. století.
Od roku 1999 je stavba chráněna jako kulturní památka. Součástí této ochrany je také kaple, ohradní zeď s branami a park s rybníkem.

## Architektura
Architektonický návrh je inspirován architekturou Andrey Palladia, autor návrhu nicméně není znám. Vila je umístěna přibližně uprostřed parkového areálu a je orientována bokem k ulici. Nápadným prvkem průčelí je výrazný portikus zakončený trojúhelníkovým štítem.
V severozápadní části pozemku je pak v blízkosti ulice umístěna bývalá kaple.